# Castejón del Puente (kommunhuvudort)
Castejón del Puente är en kommunhuvudort i Spanien.   Den ligger i provinsen Provincia de Huesca och regionen Aragonien, i den nordöstra delen av landet, 400 km nordost om huvudstaden Madrid. Castejón del Puente ligger 358 meter över havet och antalet invånare är 447.
Terrängen runt Castejón del Puente är lite kuperad, och sluttar söderut.Runt Castejón del Puente är det glesbefolkat, med 14 invånare per kvadratkilometer. Närmaste större samhälle är Monzón, 6,4 km sydost om Castejón del Puente. Trakten runt Castejón del Puente består till största delen av jordbruksmark.